# Климовське сільське поселення (Ленінградська область)
Климовське сільське поселення — муніципальне утворення у складі Бокситогорського району Ленінградської області. Адміністративний центр — присілок Климово. На території поселення розташовано 29 населених пунктів.

## Склад
В склад поселення входять 29 присілків:
| Населений пункт | Тип нп   | Населення, осіб (2012) |
| --------------- | -------- | ---------------------- |
| Климово         | присілок | 615                    |
| Бережок         | присілок | 41                     |
| Бірючово        | присілок | 20                     |
| Вороньї Горки   | присілок | 4                      |
| Городок         | присілок | 8                      |
| Дубровка        | присілок | 7                      |
| Дятелка         | присілок | 12                     |
| Журавльово      | присілок | 126                    |
| Забеліно        | присілок | 36                     |
| Запольє         | присілок | 11                     |
| Коргорка        | присілок | 8                      |
| Коростильово    | присілок | 5                      |
| Курята          | присілок | 2                      |
| Логіново        | присілок | 12                     |
| Моклаково       | присілок | 1                      |
| Миза            | присілок | 2                      |
| Мишкіно         | присілок | 20                     |
| Новіково        | присілок | 14                     |
| Новинка         | присілок | 13                     |
| Озерьово        | присілок | 23                     |
| Селище          | присілок | 26 (2003)              |
| Толсть          | присілок | 22                     |
| Труфаново       | присілок | 5                      |
| Турандіно       | присілок | 15                     |
| Тушемля         | присілок | 19                     |
| Усадище         | присілок | 26                     |
| Утліково        | присілок | 2                      |
| Чисть           | присілок | 1                      |
| Шульгіно        | присілок | 7                      |